# I Scream Records
I Scream Records est un label indépendant belge, basé à Bruxelles, fondé par Laurens Kusters en 1994. Le label possède un vaste catalogue et est l'un des principaux labels punk rock et punk hardcore d'Europe occidentale.

## Histoire
La première sortie du label est celle du groupe Deviate, dans lequel Laurens Kusters joue de la batterie. À la fin des années 1990, I Scream Records comptait plus de 25 groupes actifs. À la fin de l'année 2005, I Scream Records a ouvert son siège social aux États-Unis afin de gérer ses listes de groupes (dont 90 % sont américains) par l'intermédiaire de son propre réseau. Auparavant, les masters du label étaient publiés sous licence aux États-Unis par des sociétés telles que Victory Records, Bridge 9 Records et Thorp Records.
Parmi les premiers succès, on peut citer Deviate, Discipline, Hardsell, Backfire!, Stigmata, Agnostic Front, Blood for Blood et Vision. Le label a sorti des albums de Life of Agony, Madball, Skarhead, Wisdom in Chains, Incite, Death by Stereo, The Last Resort, Reno Divorce, MOD, Jaya the Cat, Stigma, Guajiro et Tying Tiffany, pour n'en citer que quelques-uns. I Scream Records s'est également associé à Roadrunner Records pour rééditer certains de leurs anciens masters de groupes tels que Wrecking Crew, Token Entry et Earth Crisis.
I Scream Records sort le dernier concert de Deviate effectué à Bruxelles le 5 décembre 2003 sur DVD. 
En 2005, le label installe ses bureaux à Los Angeles, aux États-Unis. En 2008, I Scream Records s'associe à ADA pour un contrat de distribution exclusif en Amérique du Nord, et étend ce contrat avec ADA Global pour le reste du monde en 2009. La même année, le label signe également un accord de coédition mondial avec EMI Publishing pour ses droits d'auteur. I Scream est distribué par Avex Group au Japon depuis avril 2010, avec comme premier produit le nouvel album d'Incite, The Slaughter. En 2013, I Scream est distribué par Victory Records.

## Groupes et artistes
- 3 Lost Maniacs
- 10 Seconds Down
- Agnostic Front
- Awkward Thought
- Backfire
- Bad Luck Charms
- Beans
- Beowulf
- Blood for Blood
- The Blue Bloods
- Breakdown
- The Change
- Convict
- Crackjaw
- Darkbuster
- Death and Taxes
- Death by Stereo
- Death Threat
- Deathkiller
- Determined
- Deviate[3]
- Devil in Me
- Disciple (xDisciplex A.D.)
- Discipline
- Do or Die
- Down But Not Out
- The Ducky Boys
- Earth Crisis
- Eightball
- Enemy Rose
- Fabulous Disaster
- Far from Finished
- Green Lizard
- Guajiro
- Gwyllions
- Hardsell
- The Heartaches
- Heideroosjes
- Homethrust
- Hoods
- I Reject
- Incite
- Inhuman
- Janez Detd.
- Jaya the Cat
- Joe Coffee
- JudasVille
- Kickback
- Krutch
- The Last Resort
- Length of Time
- Life of Agony (2010)[6]
- Lionheart
- The Lulabelles
- Madball[4]
- Mark Lind
- Maximum Penalty
- Mercy Killers
- MOD
- Mug-Shot
- My City Burning (2010)[7]
- Nervous Chillin'
- No Trigger
- North Side Kings
- On the Rise
- Paranoiacs
- Payback
- Pilgrimz
- Pitboss 2000
- Powerhouse
- Ramallah
- Reno Divorce
- Right Direction
- Run, Devil, Run
- Skarhead (2009)[8]
- Slapshot
- Slumlords
- Spider Crew
- Spoiler
- Squaler
- Stars and Stripes
- Stemm
- Stigma
- Stigmata
- Stuck Up
- Tech-9
- Thumbs Down
- Token Entry
- Tying Tiffany
- The Unseen
- Uppercut
- La Vieja Guardia
- Vision
- Void Section
- The Welch Boys
- War Hound (2010)[9]
- Wisdom in Chains (2009)[10]
- Wrecking Crew